# 中村亀鶴 (初代)
初代 中村 亀鶴（しょだい なかむら きかく、昭和23年（1948年）9月30日 - 平成6年（1994年）3月20日）は、歌舞伎役者。屋号は天王寺屋。定紋は向い亀鶴菱。本名は渡辺 榮治郎（わたなべ えいじろう）。四代目中村富十郎と初代中村鴈治郎の末娘、中村芳子の子。長男は二代目中村亀鶴。

## 経歴
父が初代吾妻徳穂との間に五代目中村富十郎と山田元靖をもうけたあと、中村芳子と結婚して生まれた。1954年（昭和29年）1月大阪歌舞伎座の『盲目物語』の小督で中村榮治郎を名のって初舞台。1971年（昭和46年）に初代中村鴈治郎の俳名から、初代中村亀鶴を襲名。
1994年（平成6年）3月20日、新歌舞伎座出演中に、京都の知人女性のマンションから転落し不慮の死を遂げた。